# あやとり (美空ひばりの曲)
あやとりは、美空ひばりのシングル。1976年11月10日に日本コロムビアから発売された。

## 概要
- A面『あやとり』は阿久悠がスポーツニッポンで連載していたコラム「実戦的作詞講座」で入選した作品を原案に作詞し、ひばりは1971年発売の「旅人」以来に阿久の作品を歌った。
- 阿久は後にパーティ会場で初めてひばりと対面するが、その前の作品である[2]。
- ひばりと阿久は同世代であるが、阿久は少年時代に既にひばりが天才少女歌手として一世を風靡している存在であったことから、12歳にして強く意識する存在で、畏敬の念を抱いていた。阿久が自ら定めた「作詞家憲法」第1条で「美空ひばりによって完成したと思える流行歌の本道と、違う道はないものであろうか。」と書くほど、ひばりの楽曲と異なる方向性を考えていた。この「作詞家憲法」は阿久の母校である明治大学駿河台キャンパスの「阿久悠記念館」で展示されている。
- 1977年4月17日にNHKで放映された「ビッグショー〜わが歌は永遠に語らん」では、『悲しい酒』『人生一路』といった名曲と共に披露された[3]。

## 収録曲
両曲共 作詞：阿久悠、作曲・編曲：森田公一
1. あやとり
2. 晩秋平野